# Molières 2007
La 21e cérémonie des Molières s'est déroulée le lundi 14 mai 2007 au Théâtre de Paris, organisée par l'Association professionnelle et artistique du théâtre (APAT). Elle était présentée comme en 2006 par l'animatrice de télévision Karine Le Marchand, sous la présidence d'honneur du comédien et metteur en scène Jacques Weber.
La cérémonie était retransmise en première partie de soirée (20 h 50) en direct du Théâtre de Paris pour un créneau d'environ 2 h 30 sous la houlette du réalisateur Jérôme Revon, un spécialiste des émissions événementielles. La soirée avait comme fil rouge les mots de Sacha Guitry, à l'occasion du 50e anniversaire de sa mort, interprétés par les personnalités invitées à remettre les précieux trophées : Claude Brasseur et son fils Alexandre, Virginie Ledoyen et Arié Elmaleh, Gérard Desarthe, Charles Tordjman et Océane Mozas, un extrait d'une pièce de Jean-Luc Lagarce qui aurait eu 50 ans, et un texte de Fabrice Melquiot prônant « un théâtre en lutte »...
Robert Hirsch, en recevant son trophée, a déploré l'absence du Ministre de la Culture, et d'autres intervenants, tels que Roger Planchon, Marc Jolivet, Didier Bezace, l'administrateur de la Comédie-Française Muriel Mayette ou même le président de la soirée Jacques Weber, ont profité de leur prise de parole pour livrer leurs craintes sur la place de l'art et du théâtre dans le paysage politique actuel, et affirmer leur attachement aux valeurs qui veulent mettre « l'imagination au pouvoir ». Faisant ainsi directement allusion à la campagne électorale récente et au pouvoir en place, leurs interventions reçurent les ovations de la salle et la réprobation manifeste de quelques-uns comme le metteur en scène Jean-Luc Moreau ou Patrick de Carolis, directeur de France Télévisions...
Pour donner du rythme à l'émission et réitérer le bon score d'audience de 2006 (2,41 millions de téléspectateurs, un record depuis 2001), les organisateurs ont fait jouer des extraits de spectacles en direct, comme Cabaret, Les Hors-la-loi, La Folle et Véritable Vie de Luigi Prizzoti ou la Joséphine de Jérôme Savary.

## Molière du comédien
- Robert Hirsch dans Le Gardien 
  - Michel Bouquet dans l'Avare
  - Jacques Gamblin dans Confidences trop intimes
  - Michel Piccoli dans Le Roi Lear
  - Michel Vuillermoz dans Cyrano de Bergerac

## Molière de la comédienne
- Martine Chevallier dans Le Retour au désert 
  - Isabelle Adjani dans Marie Stuart
  - Geneviève Casile dans L'Éventail de Lady Windermere
  - Catherine Frot dans Si tu mourais…
  - Isabelle Gélinas dans Le Jardin

## Molière du comédien dans un second rôle
- Éric Ruf dans Cyrano de Bergerac 
  - Jean-Michel Dupuis dans La Danse de l’albatros
  - Jean-François Guilliet dans L'Éventail de Lady Windermere
  - Samuel Labarthe dans Le Gardien
  - Jacques Marchand dans Chocolat piment

## Molière de la comédienne dans un second rôle
- Catherine Hiegel dans Le Retour au désert 
  - Catherine Arditi dans Cabaret
  - Brigitte Catillon dans Eva
  - Marie-France Santon dans L'Éventail de Lady Windermere
  - Frédérique Tirmont dans Dolorès Claiborne

## Molière de la révélation théâtrale
- Sara Giraudeau dans La Valse des pingouins et Julien Cottereau dans Imagine-toi 
  - Claire Pérot dans Cabaret
  - Mélanie Thierry dans Le Vieux Juif blonde
  - Arié Elmaleh dans Irrésistible
  - Fabian Richard dans Cabaret

## Molière du théâtre privé
- Le Gardien – Théâtre de l'Œuvre 
  - L'Avare – Théâtre de la Porte-Saint-Martin
  - Chocolat piment – Théâtre La Bruyère
  - L'Illusion comique – Poche Montparnasse
  - Le Jardin – Théâtre des Mathurins

## Molière du théâtre public
- Cyrano de Bergerac - Edmond Rostand / Denis Podalydès 
  - Les Ephémères - Ariane Mnouchkine / Théâtre du Soleil
  - L'Éventail de Lady Windermere - Oscar Wilde / Sébastien Azzopardi
  - Pedro et le Commandeur - Félix Lope de Vega / Omar Porras
  - Rutabaga Swing - Didier Schwartz / Philippe Ogouz

## Molière du théâtre en région
- Au revoir parapluie - James Thierrée 
  - Le Bourgeois, la mort et le comédien, Les Précieuses ridicules, Le Tartuffe, Le Malade imaginaire - Molière / Éric Louis
  - La Cantatrice chauve (et autour) - Eugène Ionesco / Daniel Benoin
  - Coriolan - Shakespeare / Christian Schiaretti
  - De la part du ciel - Bruno Meyssat
  - Dommage qu’elle soit une putain - John Ford / Stuart Seide
  - Dors mon petit enfant - Jon Fosse / Étienne Pommeret
  - Falstaff’s stories ou les folles aventures de Sir John Falstaff - François Bourgeat, Marcel Maréchal / Marcel Maréchal
  - Hedda Gabler - Henrik Ibsen / Richard Brunel
  - Ionesco suite - Eugène Ionesco / Emmanuel Demarcy-Mota
  - Jean La Chance - Bertolt Brecht / Jean-Claude Fall
  - Plus ou moins l’infini - Aurélien Bory

## Molière de l'auteurfrancophone vivant
- Christian Siméon pour Le Cabaret des hommes perdus 
  - Brigitte Buc pour Le Jardin
  - Christine Reverho pour Chocolat Piment
  - Didier Schwartz pour Rutabaga Swing
  - Gérald Sibleyras pour La Danse de l’Albatros

## Molière du metteur en scène
- Denis Podalydès pour Cyrano de Bergerac 
  - Marion Bierry pour L'Illusion comique
  - Agnès Boury et José Paul pour Chocolat piment
  - Didier Long pour Le Gardien
  - Jean-Luc Revol pour Le Cabaret des hommes perdus

## Molière de l'adaptateur
- Marcel Bluwal pour À la porte 
  - Jacques Collard/Éric Taraud pour Cabaret
  - Florence Delay pour Pedro et le Commandeur
  - Philippe Djian pour Le Gardien
  - Pierre Laville pour L'Éventail de Lady Windermere

## Molière du décorateur scénographe
- Éric Ruf pour Cyrano de Bergerac 
  - Jean-Michel Adam pour Le Gardien
  - Jean-Marc Stehlé pour Blanc

## Molière du créateur de costumes
- Christian Lacroix pour Cyrano de Bergerac 
  - Dominique Borg pour Marie Stuart
  - Emmylou Latour pour Cabaret
  - Emmanuel Peduzzi pour L'Importance d'être Constant

## Molière du créateur de lumières
- Stéphanie Daniel pour Cyrano de Bergerac 
  - Laurent Béal pour Marie Stuart
  - André Diot pour Blanc

## Molière du spectacle musical
- Le Cabaret des hommes perdus Jean-Luc Revol - Théâtre du Rond-Point - Pépinière Opéra 
  - Cabaret  (Sam Mendès – Rob Marshall) - Folies Bergère
  - Joséphine – New Orleans forever  (Jérôme Savary) - Opéra-Comique
  - Le Quatuor  (Alain Sachs) - Théâtre de Paris
  - La Valse des pingouins  (Jacques Décombe) - Théâtre des Nouveautés

## Molière du spectacle seul(e) en scène
- Michel Aumont dans À la porte 
  - Nathalie Baye dans Zouc par Zouc
  - Philippe Caubère dans L’Homme qui danse
  - François-Xavier Demaison dans Demaison
  - Yolande Moreau dans Sale Affaire, du sexe et du crime
  - Jean-Jacques Vanier dans L'Envol du pingouin

## Molière du spectacle jeune public
- La Mer en pointillés / Serge Boulier 
  - Le Bleu de Madeleine et les autres / Anne-Marie Marques
  - Des joues fraîches comme des coquelicots / Eve Ledig
  - L’Ogrelet / Christian Duchange
  - Yaël Tautavel ou l’enfance de l’art / Stéphane Jaubertie, Nino D’Introna